# Захват заложников в магазине кошерных продуктов
Захват заложников в магазине кошерных продуктов или захват заложников у Порт-де-Венсен — нападение вооружённого террориста на супермаркет кошерных продуктов 9 января 2015 года в Париже, произошедшее спустя два дня после теракта в редакции газеты «Charlie Hebdo». В результате теракта погибло 5 человек, включая нападавшего.

## Ход событий
9 января около 13:00 сообщник братьев Куаши, устроивших стрельбу в редакции сатирического еженедельника Charlie Hebdo, 32-летний Амеди Кулибали, вооружённый автоматами АКС74У, захватил супермаркет кошерных продуктов «HyperCacher» у Венсенских ворот в Париже.
В ходе захвата Кулибали убил 4 человек, а затем взял в заложники 15 человек и объявил, что убьёт их, если полиция начнёт штурм здания в местечке Даммартен-ан-Гоэль, где укрылись братья Шериф и Саид Куаши. Территория вокруг магазина была экстренно оцеплена силами полиции.
В тот момент, когда Кулибали ворвался в магазин, работник супермаркета 24-летний мусульманин Лассана Батхили, увёл шестерых человек на нулевой этаж магазина и укрыл их в выключенной им морозильной камере. Затем Батхили удалось сбежать из магазина через грузовой лифт, но когда он оказался снаружи, полицейские по ошибке приняли его за террориста и заключили в наручники.
По словам очевидцев, Кулибали выкрикивал антисемитские заявления, спрашивал человека о его происхождении и убивал, услышав в ответ «еврей». 
По информации телеканала CNN, ссылающегося на информацию, полученную от сотрудника ЦРУ, террорист снимал происходящее на прикреплённую к одежде камеру GoPro. Несколько выживших заложников позднее сообщили, что Кулибали пытался выйти в Интернет со своего личного ноутбука, но ему это не удалось. Тогда он заставил одного из заложников помочь ему зайти в сеть с одного из компьютеров, которые находились в супермаркете. Затем террорист вставил в компьютер карту памяти и, по-видимому, провёл несколько операций с файлами.
В процессе противостояния террорист связался по телефону с редакцией телеканала BFM, заявив, что является боевиком Исламского государства.
К концу дня спецназ начал штурм, в ходе которого Ахмеди Кулибали был ликвидирован. В ходе штурма получили ранения двое полицейских.

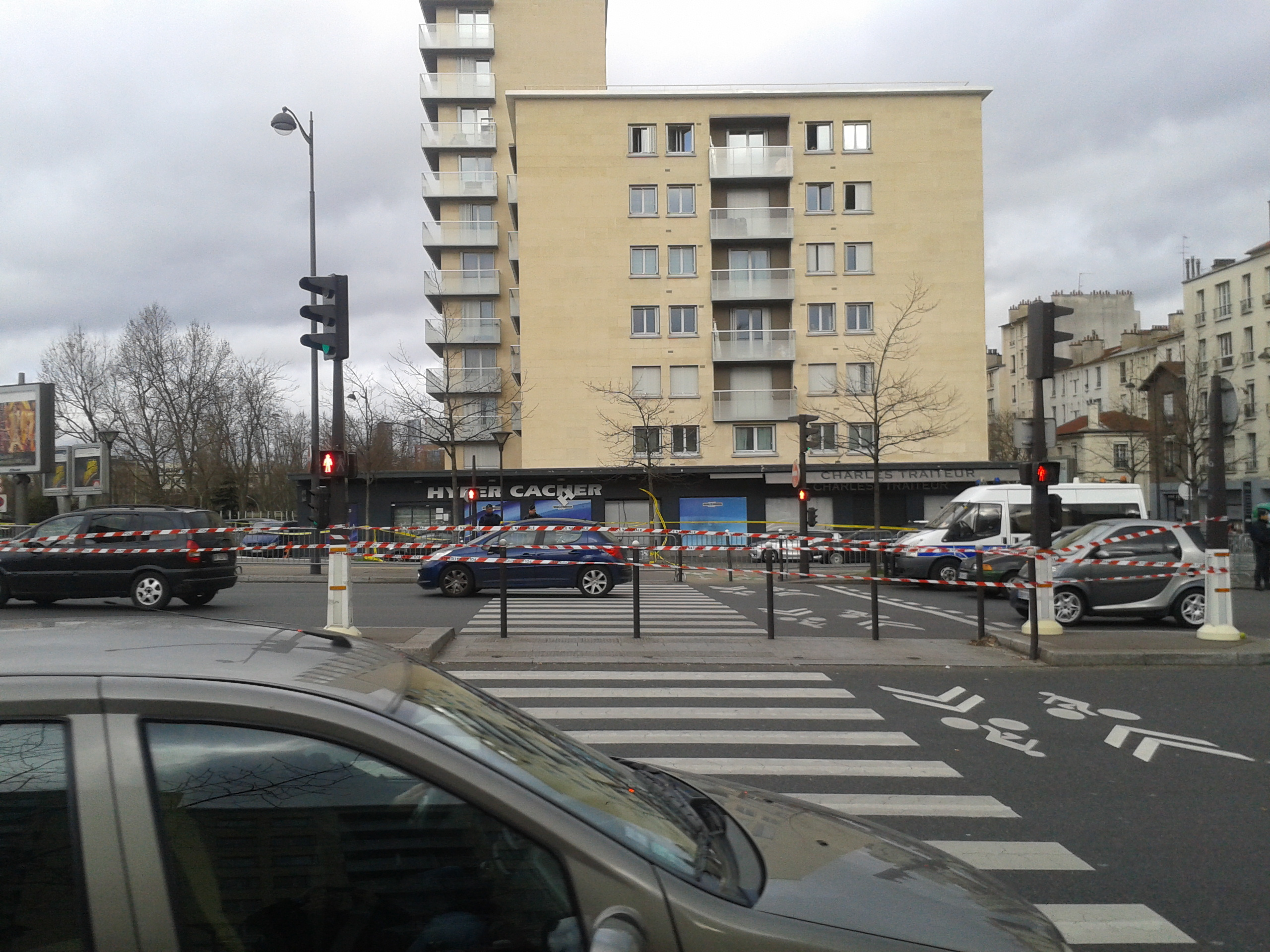
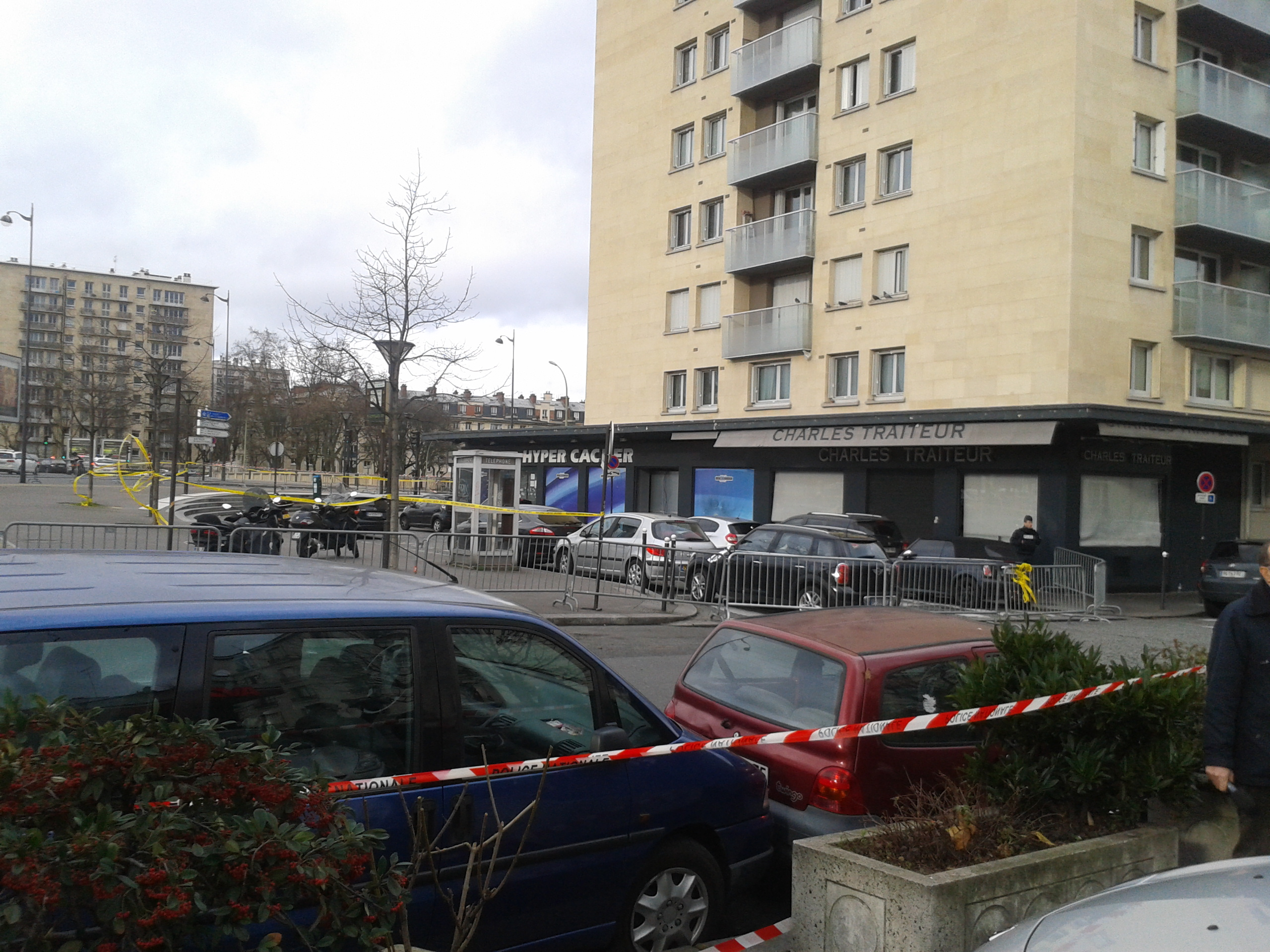
Оцепленное здание кошерного магазина.
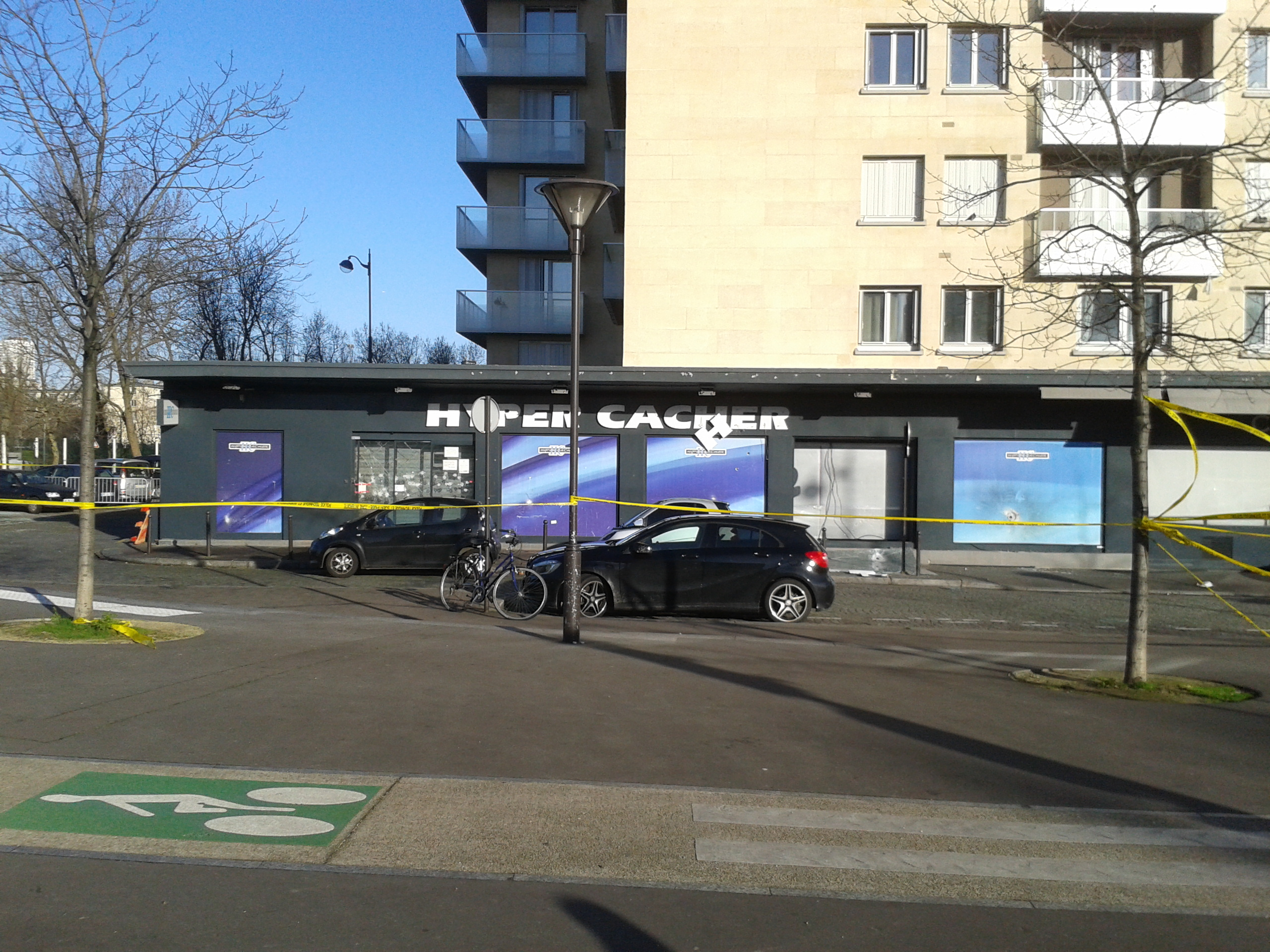

## Нападавший
Амеди Кулибали родился во Франции, потомок выходцев из Африки. В 17 лет он был несколько раз осуждён за грабёж, в том числе — за незаконный оборот наркотиков. Кулибали впервые встретился с Шерифом Куаши в 2005 году в тюрьме. Предполагается, что именно тогда он стал сторонником радикального ислама.
По данным полиции, именно Кулибали открыл стрельбу в Монруже двумя днями ранее, убив сотрудницу полиции и ранив работника дорожной службы. Предполагалось, что вместе с Кулибали могла находиться его сообщница — Хаят Бумедьен, однако в магазине она обнаружена не была.

## Погибшие
В ходе захвата заложников Кулибали убил четырёх человек:
- Йоав Хаттаб, 22 года, студент, сын главного раввина Туниса[15]
- Филипп Брэм, 45 лет, IT исполнительный директор по продажам, брат раввина из синагоги де Пантин, обслуживающих пригород Парижа[15]
- Йохан Коэн, 20 лет, студент[15]
- Франсуа-Мишель Саада, 63 года, пенсионер[15]

Все четверо были посмертно награждены орденом Почётного легиона.
13 января 2015 года жертвы инцидента были похоронены на кладбище Гиват Шауль в Иерусалиме. Проводить погибших в последний путь пришли тысячи людей с лозунгами «Je suis juif» и «Je suis Israelien» и портретами жертв. Во время церемонии премьер-министр Израиля Беньямин Нетаньягу, президент Израиля Реувен Ривлин и министр экологии Франции Сеголен Руаяль выступили с речами. В тот же день владелец филиала «HyperCacher» в Порт-Винсен Патрик Валид заявил о своём намерении репатриироваться в Израиль.

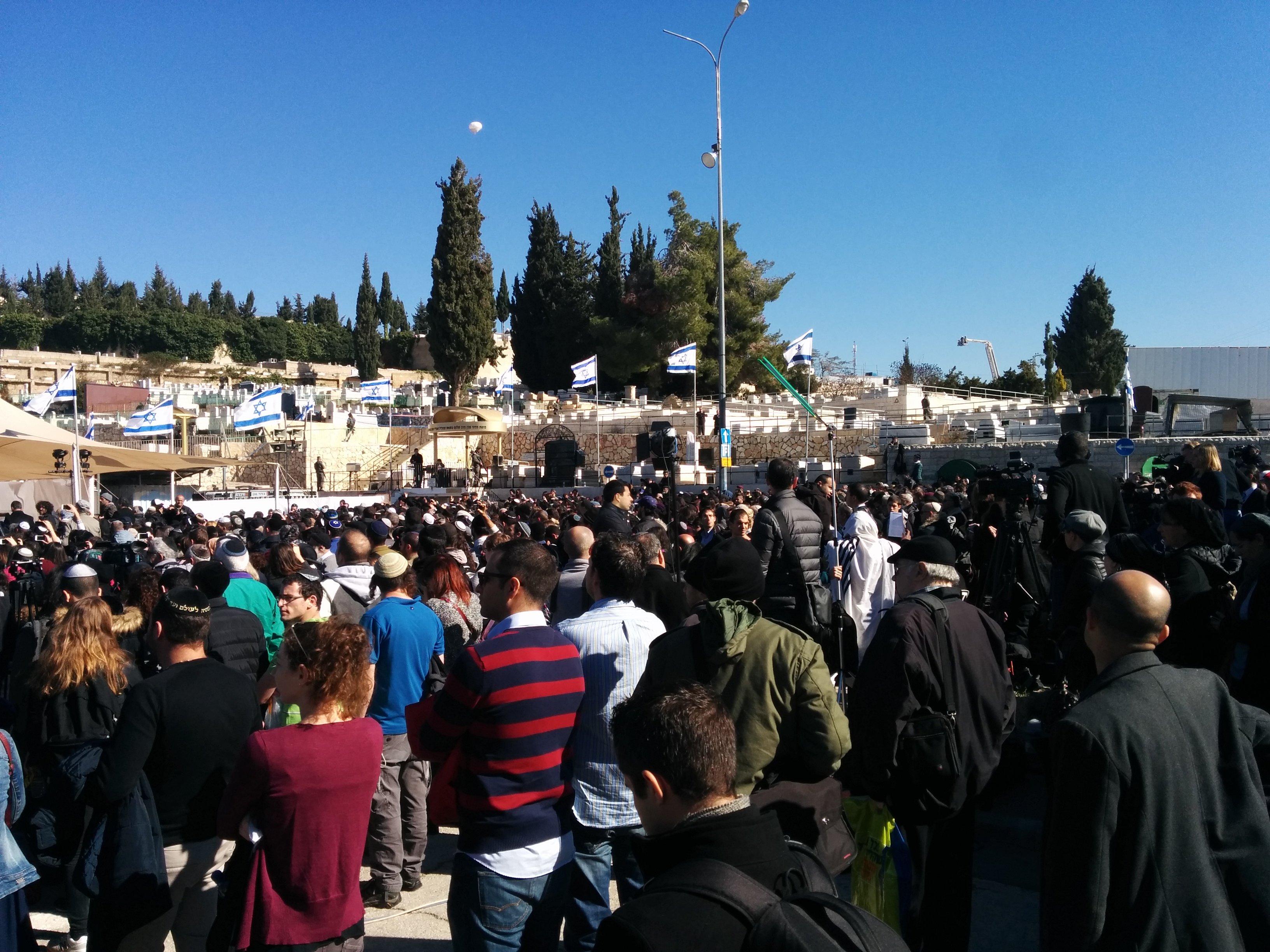
Похороны погибших на кладбище Гиват Шауль.
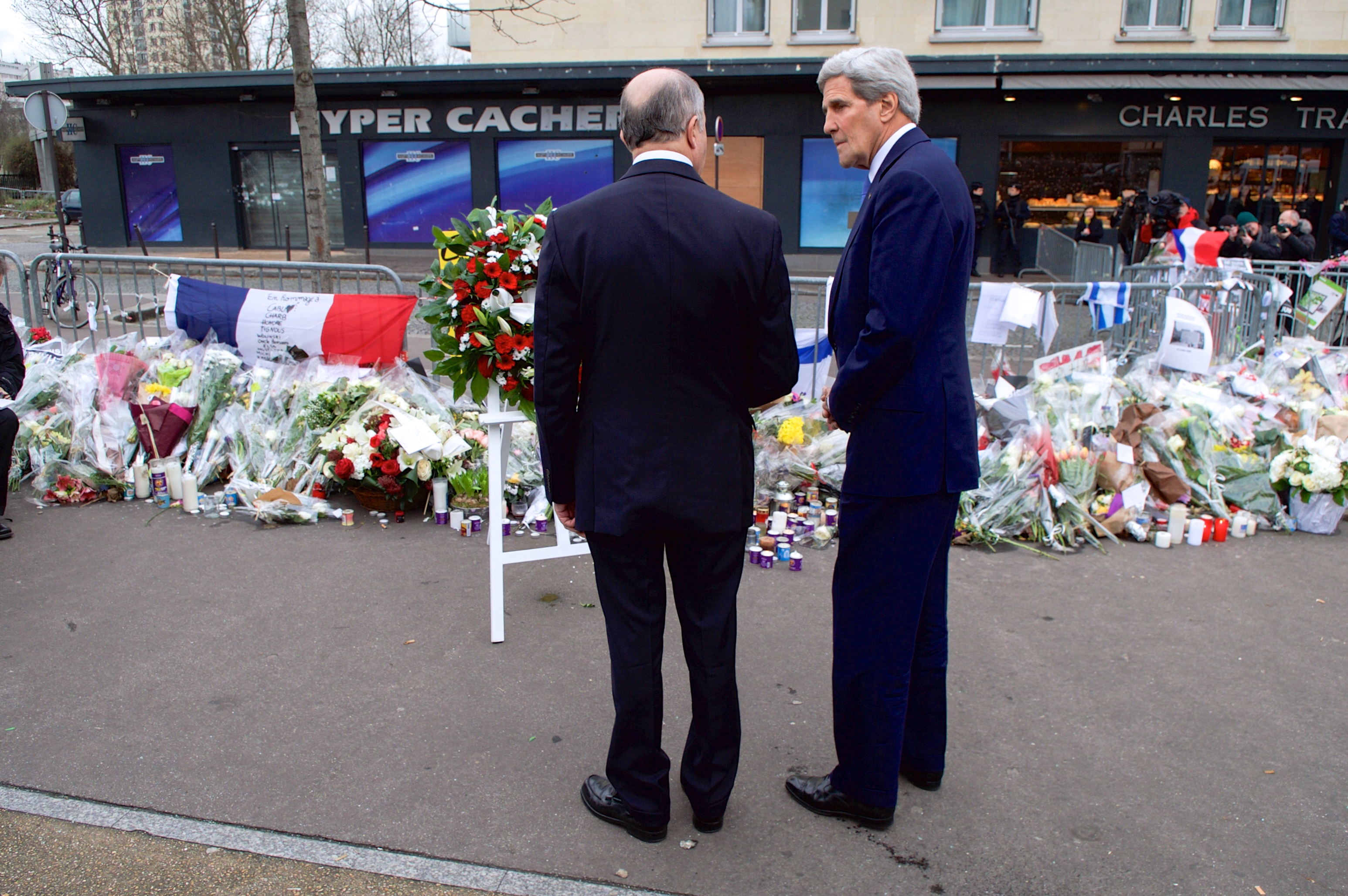
Госсекретарь США Джон Керри и министр иностранных дел Франции Лоран Фабиус около кошерного магазина.

## Реакция
Президент Франции Франсуа Олланд охарактеризовал произошедшее как страшный акт антисемитизма. Власти Франции приняли решение предоставить французское гражданство Лассане Батхили, иммигранту из Мали, и наградить его орденом Почётного легиона за героизм.
 Премьер-министр Израиля Биньямин Нетаньяху 12 января посетил супермаркет, который был подвергнут атаке.
Министр иностранных дел Израиля Авигдор Либерман выступил с заявлением, отметив, что атаки были направлены не только против французского народа или французских евреев, но и против всего свободного мира.
 Президент США Барак Обама в интервью новостному сайту Vox назвал погибших в ходе нападения на магазин людей случайными жертвами. Он также не стал использовать для описания случившегося слово «теракт». Позже пресс-секретарь Белого дома Джош Эрнст выступил с разъяснением:

Президент хотел сказать, что люди, погибшие в ходе этого трагического инцидента, погибли не из-за того, кем они были, а из-за того, где они оказались.
16 января Госсекретарь США Джон Керри посетил место теракта и возложил траурные венки из красных роз, гвоздик и белых лилий.

## Память
5 января 2016 года на здании, где произошёл теракт, была открыта мемориальная табличка. Церемонию открытия возглавил президент Франции Франсуа Олланд. Власти Парижа по просьбе родных и близких погибших максимально ограничили присутствие представителей СМИ, а протокол ограничился возложением венков и минутой молчания.